# 珍珠水母
珍珠水母（学名：Mastigias papua），又名巴布亚硝水母。其种加词“papua”意为“巴布亚的”。有著明顯的傘結構，身上有明顯的白點，傘的邊緣有8隻觸手。分布在印度洋、太平洋。它們只有四個月的生命週期，一般見於盛夏到早秋時節。

## 外部連結
- 维基共享资源上的相關多媒體資源：Mastigias papua
- Mastigias papua （页面存档备份，存于） at Animal Diversity Web
- Mastigias papua at Monterey Bay Aquarium
- 珍珠水母的图片 （页面存档备份，存于）